# Grimms Notes
Grimms Notes (グリムノーツ Gurimu Nōtsu) là một game online miễn phí thể loại nhập vai được phát triển bởi Genki và được phát hành bởi Square Enix. Trò chơi được ra mắt ở Nhật vào ngày 21 tháng 1 năm 2016 dành cho hệ điều hành  Android và iOS. Tựa game ra mắt trên toàn cầu vào ngày 2 tháng 3 năm 2018 tại miền nam Hàn Quốc, Trung Quốc, Bắc Mĩ và Châu Âu bởi Flero Games, một nhà xuất bản tại Hàn Quốc. Và bộ Anime trên truyền hình được chuyển thể bởi Brain Base, lấy tựa là Grimms Notes the Animation, ra mắt vào ngày 10 tháng 1 đến ngày 28 tháng 3 năm 2019, bộ anime được cấp phép chiếu tại Bắc Mĩ trên Sentai Filmworks và Crunchyroll.

## Trò chơi
Grimms Notes là trò chơi nhập vai cuộn bên. Người chơi điều khiển một nhóm nhân vật dựa trên những vở truyện cổ tích như Cô bé quàng khăn đỏ hay Lọ Lem,... Người chơi trược tiếp điều khiển nhân vật chính, di chuyển họ vòng quanh màn hình chiến đâu và tấn công kẻ thù, trong lúc đó game sẽ điều khiển các thành viên khác.  Khi các nhân vật đánh bại kẻ thù họ sẽ sạc một thanh kĩ năng , với việc người chơi kích hoặc kĩ năng của nhân vật, cả nhân vật chính và những người còn lại đều kích hoạt khi được sạc đầy.
Đặc trưng của trò chơi này là "Soul System"( hệ thống linh hồn )mỗi nhân vật đc trang bị 2 linh hồn tương đương với nghề hoặc loại nhân vật, Trong mỗi trận chiến người chơi có thể thay đoỏi linh hồn đã đc trang bị từ trước.
Trong game, người cơi và các nhân vật trong truyện cổ tích sẽ kết hợp với nhau để đánh bại "Người kể chuyện hỗn loạn", là những người viết lại các câu truyện cổ tích và thay đổi số phận của các nhân vật trong vùng câu chuyện ấy.

## Ra mắt
Trò chơi ra mắt tại Nhật vào ngày 21 tháng 1 năm 2016 dành cho các hệ điều hành Android và iOS. Phiên bản quốc tế được ra mắt vào ngày 2 tháng 3 năm 2018 tại miền nam Hàn Quốc, Trung Quốc, Bắc Mĩ và Châu Âu bởi Flero Games, một nhà xuất bản tại Hàn Quốc. Vào ngày 10 tháng 1 năm 2019, phiên bản quốc tế đã bị đóng.

## Tiếp nhận
Trò chơi đã có hơn 15 triệu lượt tải tại Nhật.

## Phương tiện truyền thông khác

### Anime
Tác phẩm đã được thông báo chuyển thể thành anime với tựa đề Grimms Notes the Animation, với sự khẳng địng của Square Enix rằng đó sẽ là một anime với thời lượng ngăn (tầm 22-24p). Anime ra mắt tập đầu tiên vào ngày 10 tháng 1 đến ngày 28 tháng 3 năm 2019 trên TBS và BS-TBS. Bộ anime được hoạt hình hóa bởi Brain's Base và được Seiki Sugawara chỉ đạo, Hiroshi Yamaguchi xử lí các cảnh của bộ phim, Kentaro Matsumoto xử lí phần thiết kế nhân vật, Fumiyuki Go phụ trách âm thanh. Ayana Taketatsu hát phần nhạc đầu anime "Innocent Notes", i☆Ris hát phần nhạc kết phim "Endless Notes". Tại Bắc Mĩ , Crunchyroll mô phỏng lại bộ anime và Sentai Filmworks sẽ phát hành loạt phim trên truyền hình.

#### .Diễn viên
Ekusu (エクス)
Lồng tiếng bởi: Ryōta Ōsaka 
Một cư dân từ câu chuyện Lọ Lem, có cuốn sách số mệnh trống rỗng và là bạn của Lọ Lem.  Linh hồn anh hùng của cậu là Alice. Bậc: Tấn công
Tao (タオ)
Lồng tiếng bởi: Takuya Eguchi 
Là một cư dân từ vùng truyện của Momotaro và là bạn thân tiền kiếp của Momotaro, Sở thích của anh là gọi hội mình là gia đình nhà Tao, Bậc: Phòng vệ
Reina (レイナ)
Lồng tiếng bởi: Reina Ueda 
Là cư dân của vùng truyện "another", cô là thủ lĩnh nhóm, mục tiêu của cô là phục hồi lại mọi câu chuyện trở lại bình thường khỏi các Người Kể Chuyện Hỗn Loạn. Bậc: Hỗ trợ
Shane (シェイン)
Lồng tiếng bởi: Miyu Kubota 
Là cư dân vùng truyện Momotaro, cô là con quỷ khuyết sừng theo như trí nhớ Onihime, Bậc: Xạ thủ
Loki (ロキ)
Lồng tiếng bởi: Takahiro Mizushima 
Curly (カーリー)
Lồng tiếng bởi: Sumire Uesaka 
Cinderella (シンデレラ)
Lồng tiếng bởi: Reina Ueda 
Akazukin (赤ずきん) Cô bé quàng khăn đỏ
Lồng tiếng bởi: Risa Taneda 
Shirayuki-hime (白雪姫)  Bạch Tuyết
Lồng tiếng bởi: Aoi Yūki 
Robin Hood (ロビン・フッド)
Lồng tiếng bởi: Junji Majima 
Alice (アリス)
Lồng tiếng bởi: Miyu Kubota 
| No. | Title | Original air date   |
| --- | --- | ------------------- |
| 1   | "Red Riding Hood's Forest" Chuyển ngữ: "Akazukin no mori" (tiếng Nhật: 赤ずきんの森)                                        | 10 tháng 1 năm 2019 |
| 2   | "Don Quixote's Faith" Chuyển ngữ: "Don kihōte no shin'nen" (tiếng Nhật: ドン・キホーテの信念)                               | 17 tháng 1 năm 2019 |
| 3   | "Cinderella of Recollection" Chuyển ngữ: "Tsuioku no Shinderera" (tiếng Nhật: 追憶のシンデレラ)                             | 24 tháng 1 năm 2019 |
| 4   | "Ex's Journey Begins" Chuyển ngữ: "Ekusu no tabidachi" (tiếng Nhật: エクスの旅立ち)                                         | 31 tháng 1 năm 2019 |
| 5   | "Treasure Island, a Place of Dreams and Adventure" Chuyển ngữ: "Yume to roman no takarajima" (tiếng Nhật: 夢とロマンの宝島) | 7 tháng 2 năm 2019  |
| 6   | "Ex and Snow White" Chuyển ngữ: "Ekusu to shirayukihime" (tiếng Nhật: エクスと白雪姫)                                       | 14 tháng 2 năm 2019 |
| 7   | "Gerda and the Snow Queen" Chuyển ngữ: "Geruda to yuki no joō" (tiếng Nhật: ゲルダと雪の女王)                               | 21 tháng 2 năm 2019 |
| 8   | "The Brother and Sister of Onigashima" Chuyển ngữ: "Onigashima no kyōdai" (tiếng Nhật: 鬼ヶ島の兄妹)                        | 28 tháng 2 năm 2019 |
| 9   | "Aladdin of the Burning Sand" Chuyển ngữ: "Nessa no Arajin" (tiếng Nhật: 熱砂のアラジン)                                    | 7 tháng 3 năm 2019  |
| 10  | "The Maid of Orléans" Chuyển ngữ: "Orurean no seijo" (tiếng Nhật: オルレアンの聖女)                                         | 14 tháng 3 năm 2019 |
| 11  | "Reina in Wonderland" Chuyển ngữ: "Fushiginokuni no Reina" (tiếng Nhật: 不思議の国のレイナ)                                 | 21 tháng 3 năm 2019 |
| 12  | "A Fairy Tale Nobody Knows" Chuyển ngữ: "Daremo shiranai dōwa" (tiếng Nhật: 誰も知らない童話)                               | 28 tháng 3 năm 2019 |

1. ↑  All English titles are taken from Crunchyroll.

## Những công việc khác
Một trò chơi nữa cũng dưới sự phất triển tên là Grimms Echoes, sẽ trở thành một bộ nhưng không phải phần tiếp theo của Grimms Notes  vì nó sẽ phát triển một cốt truyện hoàn toàn mới. Dự kiến trò chơi sẽ ra mắt vào ngày 28 tháng 3 năm 2019.